# Zbigniew Mikoś
Zbigniew Mikoś (ur. 3 października 1922, zm. 7 grudnia 1981) – żołnierz AK, na początku lat 80. działacz dolnośląskiej opozycji, pierwowzór Tadeusza Markucia, "Starego", jednego z bohaterów filmu "80 milionów".
Zbigniew Mikoś, podczas II wojny światowej był żołnierzem Kedywu, za co po wojnie trafił na sześć lat do więzienia. Po wyjściu na wolność zamieszkał na Dolnym Śląsku. Na początku lat 80. wspierał tamtejszą "Solidarność". Nie wierząc w pokojowe deklaracje władz, namawiał liderów „S”, by przygotowywali się do ewentualnej walki w podziemiu. Zmarł na krótko przed wprowadzeniem stanu wojennego. Choć nie był znaczącą postacią opozycji, istnieje w legendzie dolnośląskiej Solidarności.
W filmie Waldemara Krzystka jest grany przez Mariusza Benoit.